# Jimmy Jones (Fußballspieler, 1928)
James „Jimmy“ Jones (* 25. Juli 1928 in Keady, County Armagh; † 13. Februar 2014) war ein nordirischer Fußballspieler. Der Stürmer war sechsmal Torschützenkönig der Irish Football League, in der er mit Belfast Celtic und Glenavon FC den Meistertitel gewann. Er bestritt zudem drei Länderspiele für die nordirische Nationalmannschaft.

## Sportlicher Werdegang
Jones wurde als Sohn eines Sergeant instructors der Special Constabulary geboren. Als Schüler spielte er Fußball für Lurgan Tech, Lurgan Boys Brigade, Lurgan Sunnyside und Glenavon Juniors, ehe er sich dem seinerzeitigen Spitzenklub Belfast Celtic anschloss. Mit dem Klub, der vor dem Zweiten Weltkrieg viermal Meister in Serie war, trat er 1947/48 in der ersten Spielzeit nach der kriegsbedingten Pause an. Dabei kürte er sich mit 25 Toren in 22 Spielen zum Torschützenkönig, zudem gewann er mit dem Klub den Meistertitel und den Irish Cup. Auch die folgende Spielzeit begann vielversprechend, bis Weihnachten hatte er in sieben Spielen zwölf Tore erzielt – wettbewerbsübergreifend taxierte er bei 33 Toren. Im Lokalderby gegen Linfield FC am Boxing Day 1948 kam es jedoch zu Ausschreitungen im Windsor Park, bei denen ihm von gegnerischen Anhängern ein Bein gebrochen wurde – als Folge fiel er einerseits über zwei Jahre aus und andererseits zog sich sein Klub dauerhaft aus dem Spielbetrieb zurück.
Nach seiner Genesung wechselte Jones für £3.000 zum englischen Fulham FC, erhielt wegen eines formalen Fehlers aber von der englischen Liga nur eine Spielberechtigung für das Reserveteam. 1951 kehrte er nach Nordirland zurück und schloss sich Glenavon FC an. Gemeinsam mit Wilbur Cush und Jackie Denver prägte er als die „Three Muskateers“ die erfolgreichste Zeit des Vereins und wurde direkt in seiner ersten Saison zum Torschützenkönig der nordirischen Meisterschaft, seinen neuen Verein führte er damit zum ersten Meistertitel der Vereinsgeschichte. In den Jahren 1952 bis 1962 war Jones jeweils erfolgreichster Torschütze, 1954, 1956, 1957 und 1960 wurde er jeweils Torschützenkönig der Liga. In der Saison 1956/57 erzielte Jones wettbewerbsübergreifend 74 Tore und hält damit bis heute den Rekord in Nordirland. 1957 und 1960 gewann er mit Glenlavon zwei weitere Meistertitel sowie 1957, 1959 und 1961 erneut den Irish Cup. 1960 war er Kapitän von Glanvon auf der USA-Tour des Clubs.
Trotz überragender Leistungen in der Liga absolvierte Jones lediglich drei Länderspiele, nach seinem Debüt im Rahmen der British Home Championship im April 1956 gegen Wales – beim 1:1-Unentschieden erzielte er sein einziges Nationalmannschaftstor – lief er in diesem Wettbewerb bis 1957 noch zwei weitere Male auf. Eine Teilnahme am Weltmeisterschaftsturnier 1958, bei der Nordirland sein Endrunden-Debüt feierte, blieb ihm verwehrt.
1962 verließ Jones Glenavon FC und ging zum Ligakonkurrenten Portadown FC. Nach einer Spielzeit, in der er in 19 Meisterschaftsspielen achtmal traf, zog er zum Bangor FC weiter. Hier spielte er ebenfalls eine Spielzeit, in der er in 20 Meisterschaftsspielen zwölf Tore erzielte. Anschließend ließ er bei Newry Town seine Karriere unterklassig ausklingen. Nach seiner Karriere als Spieler war er von 1969 bis 1972 Manager von Glenavon FC.
Insgesamt erzielte Jones in allen nordirischen Wettbewerben 646 Tore, davon 517 für Glenavon FC.
Die Belfast Celtic Society wählte Jones bei ihrer Gründung 2003 zum ersten Präsidenten.